# 小西政親
小西 政親（こにし まさちか、1981年 - ）は、NHKの元アナウンサー。

## 人物・来歴
千葉県市川市出身。早稲田大学卒業後、2004年にNHKへ入局したが、当初は営業職で、地元東葛地域で受信契約等にあたっていた。
公開番組の本番前のステージで受信料制度へのお願いをする前説を担当した際、終演後に来場者から「君の前説は素晴らしかった」と声をかけられ、自分で取材したことをどこまで伝えられるか挑戦したいとアナウンサーになることを決断。局内の試験に合格し、2008年にアナウンサーへ転身した。放送現場と直接関係のない部署からの転身は異例であり、特に営業職からアナウンサーへの職種変更はNHKで初だった。
神戸局では高校野球やヴィッセル神戸などのスポーツ取材に取り組んだほか、2010年からは地上デジタル放送推進大使として“TEAM2011”組とは別に「兵庫県完全地デジ化プロジェクト」担当となり、県内の地デジ化を進める正義のヒーロー“完デジマン”に変身して地デジ普及に向けた取り組みを進めた。摩耶山頂から発している神戸親局の電波は大阪府内を広くカバーしている一方で、兵庫県内では山地等の影響で地デジの電波が届かない地域もあるなど、複雑な事情を抱えていることがこの取り組みを始めたきっかけであった。

## 過去の担当番組
神戸放送局時代（2008年度 - 2011年度）
- ニュースKOBE発 中継・スポーツコーナー・地デジ関連コーナーなど
- 兵庫ニュース845（不定期）
- 新 兵庫史を歩く
- “完デジマン”
- 2011年3月の東北地方太平洋沖地震では、青森放送局に応援で派遣され、災害情報を中心にローカルニュースを担当した。

富山放送局時代（2012年度 - 2015年度）
- おはよう富山（不定期）
- ニュース富山人　メインキャスター　（2014年3月31日 - 2016年4月1日）
- 富山県のニュース・中継・リポート

松山放送局時代（2016年度 - 2019年度）　
- つぶや句575（パーソナリティー）
- 旅ラジ（2018年3月1日、2019年2月27日）
- おはようえひめ（キャスター：2018年4月2日 - 2020年3月）
- ひめポン!（不定期・小澤康喬、中澤輝のキャスター代行など）
- スポーツ中継
- 愛媛県・四国地方のニュース
- 旬感☆ゴトーチ!（2018年5月28日、29日）
- あさイチ
  - 代理リポーター（2018年6月15日、20日）　
  - 「JAPA-NAVI　今が旬!みかん県・愛媛」ナビゲーター（2018年12月13日）
  - 「JAPA-NAVI　瀬戸内・しまなみ海道」ナビゲーター（2019年4月25日）
- NHKニュースおはよう日本 （代理キャスター：4:30 - 6:00）（2019年9月2日 - 6日）
- うまいッ!「まるで全身トロ!“幻の魚”スマ～愛媛・愛南町～」（2019年11月18日）

東京アナウンス室時代（2020年度 - 2023年6月）
- マイあさ!（田中孝宜休暇に伴う代理キャスター：2022年1月20日、21日）（政野光伯休暇に伴う代理キャスター：2022年6月25日、26日）
- ニュース シブ5時（プレゼンター：2020年3月30日 - 2022年3月）
- 山梨県のニュース（甲府放送局への応援）（2022年5月11日、12日、13日）
- ラジオ正午ニュース（キャスター） （祝日を除く月曜 - 金曜、2022年11月7日 - 2023年3月31日）[3]
- Nらじ（ラジオ第1） 午後7時台キャスター （祝日を除く月曜 - 金曜、2022年11月7日 - 2023年3月31日）[3]
- 安心ラジオ（ラジオ第1）（2022年11月14日 - 2023年3月末）[3]
- コズミックフロント（ナレーション：2022年4月 - 2023年3月）
- 首都圏ネットワーク（ナビゲーター：2023年4月12日 - 2023年6月29日）
- 明日をまもるナビ（ナレーション：2021年4月 - 2023年6月）
- インタビューここから　サカナクション・山口一郎へのインタビュアー（2022年4月29日）

## 同期のアナウンサー
新卒としては
- 井上あさひ
- 岩野吉樹
- 大嶋貴志
- 笠井大輔
- 梶原典明
- 杉嶋亮作
- 鈴木奈穂子
- 関根太朗
- 高橋篤史
- 瀧川剛史
- 田中寛人
- 丹沢研二
- 中山準之助
- 芳賀健太郎
- 原大策
- 廣瀬智美
- 松村正代（退職）
- 宮崎大地
- 守本奈実
- 山田朋生
- 横山哲也
- 芳川隆一

アナウンサーとしては
※は地デジ大使。
- 二宮直輝
- 寺門亜衣子
- 三輪秀香
- 片山千恵子※
- 狩野史長
- 魚住優 ※（中途採用）
- 早坂隆信